# Théorème de van Aubel
Il existe deux théorèmes de van Aubel. L'un décrit certaines relations entre les centres de quatre carrés construits sur les quatre côtés d'un quadrilatère convexe. Ce théorème a été publié par Henricus Hubertus van Aubel en 1878,.
L'autre est relatif aux rapports de longueurs découpées par des céviennes concourantes d'un triangle.

## Théorème de van Aubel dans un quadrilatère

Configuration de van Aubel dans un quadrilatère convexe et un quadrilatère croisé.

Dans un quadrilatère convexe, on trace, à l'extérieur du quadrilatère 4 carrés s'appuyant sur les côtés de celui-ci. Le théorème énonce que les segments [PR] et [QS], qui joignent les centres des carrés opposés, sont orthogonaux et de même longueur, autrement dit que le quadrilatère PQRS est un pseudo-carré : diagonales orthogonales de même longueur. 

Configuration de van Aubel

Le théorème de Thébault permet de dire que le quadrilatère de départ est un parallélogramme si et seulement si le pseudo-carré PQRS est un vrai carré.
Notons que les centres des carrés peuvent être aussi construits comme sommets de quatre triangles isocèles rectangles d'angles de base de mesure 45° à l'extérieur du quadrilatère.
Il existe plusieurs démonstrations possibles de ce théorème. 
- l'une utilise les nombres complexes et consiste à écrire les affixes des points P, Q, R et S en fonction des affixes a, b, c et d des points A, B, C et D[4].
- une autre consiste à travailler sur des rotations vectorielles[5]
- une troisième enfin consiste à utiliser le théorème de Neuberg et le fait que les points Q et S sont les images des points P et R par une rotation de centre I milieu de [BD] et d'angle droit[6].

La propriété se généralise à tout quadrilatère ABCD, même croisé, à condition que les carrés ABEF, BCGH, CDJK et DALM soient de même orientation. 

## Théorème de Van Aubel dans un triangle

Un triangle et trois céviennes concourantes

Dans un triangle (ABC), on considère un point P intérieur au triangle et on note A', B' et C' les pieds des céviennes issues de A, B et C et passant par P. Le théorème de van Aubel stipule que,
{\displaystyle {\frac {PA}{PA'}}={\frac {B'A}{B'C}}+{\frac {C'A}{C'B}}}
Une démonstration possible de ce théorème consiste à remarquer des égalités entre rapports d'aire et rapports de longueur. Ainsi
{\displaystyle {\frac {PA}{PA'}}={\frac {{\mathcal {A}}_{PAB}}{{\mathcal {A}}_{PA'B}}}={\frac {{\mathcal {A}}_{PAC}}{{\mathcal {A}}_{PA'C}}}={\frac {{\mathcal {A}}_{PAB}+{\mathcal {A}}_{PAC}}{{\mathcal {A}}_{PA'B}+{\mathcal {A}}_{PA'C}}}={\frac {{\mathcal {A}}_{PAB}}{{\mathcal {A}}_{PBC}}}+{\frac {{\mathcal {A}}_{PAC}}{{\mathcal {A}}_{PBC}}}}
{\displaystyle {\frac {B'A}{B'C}}={\frac {{\mathcal {A}}_{B'AB}}{{\mathcal {A}}_{B'CB}}}={\frac {{\mathcal {A}}_{B'AP}}{{\mathcal {A}}_{B'CP}}}={\frac {{\mathcal {A}}_{B'AB}-{\mathcal {A}}_{B'AP}}{{\mathcal {A}}_{B'CB}-{\mathcal {A}}_{B'CP}}}={\frac {{\mathcal {A}}_{PAB}}{{\mathcal {A}}_{PBC}}}}
{\displaystyle {\frac {C'A}{C'B}}={\frac {{\mathcal {A}}_{C'AC}}{{\mathcal {A}}_{C'BC}}}={\frac {{\mathcal {A}}_{C'AP}}{{\mathcal {A}}_{C'BP}}}={\frac {{\mathcal {A}}_{C'AC}-{\mathcal {A}}_{C'AP}}{{\mathcal {A}}_{C'BC}-{\mathcal {A}}_{C'BP}}}={\frac {{\mathcal {A}}_{PAC}}{{\mathcal {A}}_{PCB}}}}
Une autre démonstration, utilisant les barycentres, permet de généraliser la propriété à tout point P du plan non situé sur le triangle et tel que les droites (PA), (PB) et (PC) rencontrent (BC), (CA) et (AB) respectivement en A', B' et C' . Le point P est alors le barycentre des points A, B et C affectés de trois réels a, b et c tels que   a, b, c, a + b, b + c ,  c + a et a + b +c sont tous non nuls. Alors B' est barycentre de A et C affectés des coefficients a et c,   C' est barycentre de A et B affectés des coefficients a et b et P est barycentre de A et A' affectés des coefficients a et b+c. Les relations entre mesures algébriques et coefficients des barycentres permettent d'écrire que 
{\displaystyle {\frac {\overline {PA}}{\overline {PA'}}}=-{\frac {b+c}{a}}\quad {\frac {\overline {B'A}}{\overline {B'C}}}=-{\frac {c}{a}}\quad {\frac {\overline {C'A}}{\overline {C'B}}}=-{\frac {b}{a}}}
Ce qui conduit à l'égalité :
{\displaystyle {\frac {\overline {PA}}{\overline {PA'}}}={\frac {\overline {C'A}}{\overline {C'B}}}+{\frac {\overline {B'A}}{\overline {B'C}}}}